# Weißzahnratten
Die Weißzahnratten (Berylmys) sind eine Gattung südostasiatischer Nagetiere, die zunächst als eine Untergattung der echten Ratten (Rattus) beschrieben worden waren. Erst 1983 wurden sie durch den Nagetierspezialisten Guy Musser in den Rang einer eigenen Gattung gehoben. Eine Verwandtschaft mit den Sunda-Riesenratten (Sundamys) wird angenommen.
John Reeves Ellerman gab in seinen Aufzeichnungen nicht an, worauf der wissenschaftliche Name Berylmys beruht. Laut einer Vermutung ist der Arzt Beryl Brodie gemeint, der im Jahr 1947 häufig in den Nachrichten genannt wurde.
Man unterscheidet vier Arten:
- Kleine Weißzahnratte (Berylmys berdmorei), südl. Südostasien
- Bowers-Weißzahnratte (Berylmys bowersi), Südostasien, nördl. Sumatra
- Kenneth-Weißzahnratte (Berylmys mackenziei), nördl. Südostasien
- Manipur-Weißzahnratte (Berylmys manipulus), Assam, nördl. Myanmar

Die Größe variiert stark zwischen den Arten. Die Kopfrumpflänge reicht von 14 bis 30 Zentimetern, der Schwanz ist etwa ebenso lang wie der Körper. Das Fell ist oberseits silbergrau und scharf von der weißen Unterseite abgesetzt. Benannt ist die Gattung nach dem wichtigsten Unterscheidungsmerkmal zur Gattung Rattus: Die Schneidezähne sind weiß, bei Rattus dagegen orangefarben.
Weißzahnratten bewohnen tropische Regenwälder und kommen selten mit dem Menschen in Berührung. Sie graben Baue im Erdboden und ernähren sich als Allesfresser sowohl von Früchten, Gräsern, Blättern und Samen als auch von Insekten und Würmern.
Die IUCN listet die Manipur-Weißzahnratte und Kenneths Weißzahnratte unter „zu wenig Daten vorhanden“ (data deficient), die beiden anderen Arten sind „nicht gefährdet“ (least concern).